# Frisksportens Ungdomsförbund
Frisksportens Ungdomsförbund (FUF) är en svensk nykterhetsorganisation och hälsoorganisation för ungdomar grundad år 2014. Frisksportens Ungdomsförbund utgör tillsammans med Svenska Frisksportförbundet den svenska Frisksportrörelsen. Frisksportens Ungdomsförbund är en av studieförbundet NBV:s samarbetsorganisationer.
Organisationen arrangerar varje sommar ett Riksläger tillsammans med Svenska Frisksportförbundet. Rikslägret hålls på olika orter varje år under vecka 28. Vart femte år arrangeras dock lägret alltid vid Frisksportrörelsens folkhögskola Stensund utanför Trosa. Under lägret arrangeras tävlingar, motionsidrott, lekar och kulturevenemang för deltagarna.

## Ordföranden i Frisksportens Ungdomsförbund
- 2014–2016 – Josefin Sahlberg[1]
- 2016–2020 – Erik Schooner[5]
- 2020–         – Pauline Busk[6]